# Stenostiridae
Stenostiridae (Elfvliegenvangers) is een familie uit de orde van de zangvogels. De vogels in deze familie lijken qua uiterlijk en gedrag erg op vliegenvangers, maar dit komt niet door verwantschap. De geslachten Chelidorhynx en Culicicapa komen voor in tropisch Azië. De geslachten  Elminia en  Stenostira hebben alleen soorten die in Afrika voorkomen.

## Taxonomie
Moleculair genetisch onderzoek wees uit dat de soorten van deze vier geslachten bij elkaar horen, hetgeen daarvoor niemand had bedacht. Zoals de naam aangeeft waren eerder de soorten uit het geslacht Elminia ondergebracht bij de familie Monarchidae. De overige geslachten werden ingedeeld bij de vliegenvangers van de Oude Wereld. 
Uit het onderzoek in 2005 kwam naar voren dat deze vier geslachten een eigen clade vormen binnen de superfamilie Sylvioidea en dat ze daarbinnen het meest verwant zijn aan de families van de mezen (Paridae) en de buidelmezen (Remizidae).
De familie telt negen soorten.
- Geslacht Chelidorhynx (1 soort: geelbuikwaaierstaart)
- Geslacht Culicicapa (2 soorten)
- Geslacht Elminia (5 soorten kuifvliegenvangers)
- Geslacht Stenostira (1 soort: elfvliegenvanger)

### Cladogram
De verwantschap van de soorten volgens Fuchs et al. (2009): 
|  | C. ceylonensis |
|  |                |
|  | C. helianthea  |
|  |                |

|  | E. nigromitrata                                                  |
|  |                                                                  |
|  | \| \| E. albonotata \| \| \| \| \| \| E. albiventris \| \| \| \| |
|  |                                                                  |
|  | E. albonotata                                                    |
|  |                                                                  |
|  | E. albiventris                                                   |
|  |                                                                  |

|  | E. albonotata  |
|  |                |
|  | E. albiventris |
|  |                |

|  | E. nigromitrata                                                  |
|  |                                                                  |
|  | \| \| E. albonotata \| \| \| \| \| \| E. albiventris \| \| \| \| |
|  |                                                                  |
|  | E. albonotata                                                    |
|  |                                                                  |
|  | E. albiventris                                                   |
|  |                                                                  |

|  | E. albonotata  |
|  |                |
|  | E. albiventris |
|  |                |

|  | C. ceylonensis |
|  |                |
|  | C. helianthea  |
|  |                |

|  | E. nigromitrata                                                  |
|  |                                                                  |
|  | \| \| E. albonotata \| \| \| \| \| \| E. albiventris \| \| \| \| |
|  |                                                                  |
|  | E. albonotata                                                    |
|  |                                                                  |
|  | E. albiventris                                                   |
|  |                                                                  |

|  | E. albonotata  |
|  |                |
|  | E. albiventris |
|  |                |

|  | E. nigromitrata                                                  |
|  |                                                                  |
|  | \| \| E. albonotata \| \| \| \| \| \| E. albiventris \| \| \| \| |
|  |                                                                  |
|  | E. albonotata                                                    |
|  |                                                                  |
|  | E. albiventris                                                   |
|  |                                                                  |

|  | E. albonotata  |
|  |                |
|  | E. albiventris |
|  |                |

| Stenostira   | Stenostira scita        |
|              | Stenostira scita        |
| Chelidorhynx | Chelidorhynx hypoxantha |
|              | Chelidorhynx hypoxantha |

|  | C. ceylonensis |
|  |                |
|  | C. helianthea  |
|  |                |

|  | E. nigromitrata                                                  |
|  |                                                                  |
|  | \| \| E. albonotata \| \| \| \| \| \| E. albiventris \| \| \| \| |
|  |                                                                  |
|  | E. albonotata                                                    |
|  |                                                                  |
|  | E. albiventris                                                   |
|  |                                                                  |

|  | E. albonotata  |
|  |                |
|  | E. albiventris |
|  |                |

|  | E. nigromitrata                                                  |
|  |                                                                  |
|  | \| \| E. albonotata \| \| \| \| \| \| E. albiventris \| \| \| \| |
|  |                                                                  |
|  | E. albonotata                                                    |
|  |                                                                  |
|  | E. albiventris                                                   |
|  |                                                                  |

|  | E. albonotata  |
|  |                |
|  | E. albiventris |
|  |                |

|  | C. ceylonensis |
|  |                |
|  | C. helianthea  |
|  |                |

|  | E. nigromitrata                                                  |
|  |                                                                  |
|  | \| \| E. albonotata \| \| \| \| \| \| E. albiventris \| \| \| \| |
|  |                                                                  |
|  | E. albonotata                                                    |
|  |                                                                  |
|  | E. albiventris                                                   |
|  |                                                                  |

|  | E. albonotata  |
|  |                |
|  | E. albiventris |
|  |                |

|  | E. nigromitrata                                                  |
|  |                                                                  |
|  | \| \| E. albonotata \| \| \| \| \| \| E. albiventris \| \| \| \| |
|  |                                                                  |
|  | E. albonotata                                                    |
|  |                                                                  |
|  | E. albiventris                                                   |
|  |                                                                  |

|  | E. albonotata  |
|  |                |
|  | E. albiventris |
|  |                |

| Stenostira   | Stenostira scita        |
|              | Stenostira scita        |
| Chelidorhynx | Chelidorhynx hypoxantha |
|              | Chelidorhynx hypoxantha |

Acanthisittidae (Rotswinterkoningen) · Acanthizidae (Australische zangers) · Acrocephalidae (Rietzangers) · Aegithalidae (Staartmezen) · Aegithinidae (Iora's) · Alaudidae (Leeuweriken) · Alcippeidae (Alcippes) · Artamidae (Spitsvogels) ·  Atrichornithidae (Doornkruipers) · Bernieridae (Madagaskarzangers) · Bombycillidae (Pestvogels) · Buphagidae (Ossenpikkers) · Calcariidae (IJsgorzen) · Callaeidae (Nieuw-Zeelandse lelvogels) · Calyptomenidae (Afrikaanse breedbekken) · Calyptophilidae (Tapuittangaren) · Campephagidae (Rupsvogels) · Cardinalidae (Kardinaalachtigen) · Certhiidae (Echte boomkruipers) · Cettiidae (Struikzangers) · Chaetopidae (Rotsspringers) · Chloropseidae (Bladvogels) · Cinclidae (Waterspreeuwen) · Cinclosomatidae (Kwartellijsters) · Cisticolidae (Graszangers) · Climacteridae (Australische kruipers) · Cnemophilidae (Satijnvogels) · Conopophagidae (Muggeneters) · Corcoracidae (Slijknestkraaien) · Corvidae (Kraaien) · Cotingidae (Cotinga's) · Dasyornithidae (Borstelvogels) · Dicaeidae (Bastaardhoningvogels) · Dicruridae (Drongo's) · Donacobiidae (Zwartkopdonacobius) · Dulidae (Palmtapuiten) · Elachuridae (Elachura) · Emberizidae (Gorzen) · Erythrocercidae (Elfmonarchen) · Estrildidae (Prachtvinken) · Eulacestomatidae (Leldikkop) · Eupetidae (Ralbabbelaars) · Eurylaimidae (Breedbekken en hapvogels) · Falcunculidae (Harlekijndikkoppen) · Formicariidae (Mierlijsters) · Fringillidae (Vinkachtigen) · Furnariidae (Ovenvogels) · Grallariidae (Mierpitta's) · Hirundinidae (Zwaluwen) · Hyliidae (Hylia's) · Hyliotidae (Hyliota's) · Hylocitreidae (Bessendikkop) · Hypocoliidae (Zijdestaarten) · Icteridae (Troepialen) · Icteriidae (Geelborstzanger) · Ifritidae (Ifrita) · Irenidae (Irena's) · Laniidae (Klauwieren) · Leiothrichidae (Babbelaars) · Locustellidae (Sprinkhaanzangers) · Machaerirhynchidae (Bootsnavels) · Macrosphenidae (Afrikaanse zangers) · Malaconotidae (Bosklauwieren) · Maluridae (Elfjes)    · Melampittidae (Paradijspitta's) · Melanocharitidae (Bessenpikkers) · Melanopareiidae (Maansluipers) · Meliphagidae (Honingeters) · Menuridae (Liervogels) · Mimidae (Spotlijsters) · Mitrospingidae (Mitrospingustangaren) · Modulatricidae (Vlekkeellijsters) · Mohoidae (O'o's) · Mohouidae (Mohoua's) · Monarchidae (Monarchen) · Motacillidae (Kwikstaarten en piepers) · Muscicapidae (Vliegenvangers) · Nectariniidae (Honingzuigers) · Neosittidae (Boomlopers) · Nesospingidae (Puertoricaanse tangare) ·  Nicatoridae (Nicators) · Notiomystidae (Hihi) · Onychorhynchidae (Kroontirannen) ·  Oreoicidae (Oreoica's) · Oriolidae (Wielewalen en vijgvogels) · Orthonychidae (Stronklopers) · Oxyruncidae (Scherpsnavel) ·  Pachycephalidae (Dikkoppen en fluiters) · Panuridae (Baardmannetje) · Paradisaeidae (Paradijsvogels) · Paradoxornithidae (Diksnavelmezen) · Paramythiidae (Prachtbessenpikkers) · Pardalotidae (Diamantvogels) · Paridae (Mezen) · Parulidae (Amerikaanse zangers) · Passerellidae (Amerikaanse gorzen) · Passeridae (Mussen) · Pellorneidae (Grondtimalia's) · Petroicidae (Australische vliegenvangers) · Peucedramidae (Oranjekopzanger) · Phaenicophilidae (Hispaniolatangaren) · Philepittidae (Asities) · Phylloscopidae (Boszangers) · Picathartidae (Kaalkopkraaien) · Pipridae (Manakins) · Pittidae (Pitta's) · Pityriasidae (Borstelkop) · Platylophidae (Maleise kuifgaai) · Platysteiridae (Lelvliegenvangers) · Ploceidae (Wevers en verwanten) · Pnoepygidae (Pnoepyga's) · Polioptilidae (Muggenvangers) · Pomatostomidae (Australaziatische babbelaars) · Promeropidae (Afrikaanse suikervogels) · Prunellidae (Heggenmussen) · Psophodidae (Zwiepfluiters) · Ptiliogonatidae (Zijdevliegenvangers) · Ptilonorhynchidae (Prieelvogels) · Pycnonotidae (Buulbuuls) · Regulidae (Goudhaantjes) · Remizidae (Buidelmezen) · Rhagologidae (Geschubde dikkop) · Rhinocryptidae (Tapaculo's) · Rhipiduridae (Waaierstaarten) · Rhodinocichlidae (Troepiaaltangare) · Salpornithidae (Gevlekte boomkruipers) · Sapayoidae (Breedbekmanakin) · Scotocercidae (Maquiszanger) · Sittidae (Boomklevers) · Spindalidae (Spindalissen) · Stenostiridae (Elfvliegenvangers) · Sturnidae (Spreeuwen) · Sylviidae (Grasmussen) · Teretistridae (Cubaanse zangers) · Thamnophilidae (Miervogels) · Thraupidae (Tangaren) · Tichodromidae (Rotskruiper) · Timaliidae (Timalia's) · Tityridae (Tityra's) · Troglodytidae (Winterkoningen) · Turdidae (Lijsters) · Tyrannidae (Tirannen) · Urocynchramidae (Przewalski's roodmus) · Vangidae (Vanga's) · Viduidae (Wida's) · Vireonidae (Vireo's) · Zeledoniidae (Zeledonia) · Zosteropidae (Brilvogels)